# Quận Athens, Ohio
Quận Athens là một quận thuộc tiểu bang Ohio, Hoa Kỳ. Quận lỵ đóng ở Athens6. 
Dân số theo điều tra năm 2000 của Cục điều tra dân số Hoa Kỳ là 62.223 người.

## Địa lý
Theo Cục điều tra dân số Hoa Kỳ, quận này có diện tích 1312 km2, trong đó có 5 km2 là diện tích mặt nước.

### Các quận giáp ranh
- Quận Perry (bắc)
- Quận Morgan (đông bắc)
- Quận Washington (đông)
- Quận Wood, Tây Virginia (đông nam)
- Quận Meigs (nam)
- Quận Vinton (tây)
- Quận Hocking (tây bắc)